# Juan Carlos Peralta
Juan Carlos Peralta Moretti (Santiago, Chile, 4 de febrero de 1968) es un exfutbolista chileno, destacado en el club Colo-Colo al ser jugador importante en la obtención de la Copa Libertadores 1991.

## Trayectoria
Desde pequeño comenzó a hacerle fintas a la vida, cuando soñaba subirse a un ring y seguir el deporte elegido por su padre, Juan, mánager de Boxeo y directivo de púgiles tan conocidos como Cardenio Ulloa y Martin Vargas. Sin embargo, el pequeño Juan Carlos insistió y cuando recién se empinaba a los 11 años se puso los guantes con el hijo de Guillermo Pulgar y lo lanzó fuera del cuadrilatero: "Le di un combo seco, sin ninguna técnica, como esas peleas de barrio. Fue la primera y única vez que intente boxear".
Su padre lo llevó a la Escuela de Colo-Colo en 1979 y ahí permaneció por más de nueve años. Sus ídolos siempre fueron Leonel Herrera y Lizardo Garrido. Con este último compartió camarín.
En 1988 es enviado a préstamo a Colchagua. 
Vuelve a Colo-Colo en 1989. En 1991 fue parte del extraordinario equipo que consiguió la Copa Libertadores, jugando 12 partidos y estando 829 minutos en cancha.
Luego de su inolvidable año, pese a contar en la consideración del entrenador Mirko Jozić, pidió partir dada la cantidad de refuerzos que llegaron al equipo albo. Asi, parte a préstamo a Deportes Concepción en 1992.
Posteriormente militó en clubes como Deportes Antofagasta, Magallanes y Unión Santa Cruz. En este último desciende a Tercera División en 1997.
Conformó la lista Colo-Colo de Todos como candidato a asumir la vicepresidencia de la Corporación, pero renunció tras recibir presiones.
Una de las filiales del club, de la comuna de Peñalolén, lleva su nombre.

## Clubes
| Club                 | País  | Año       |
| -------------------- | ----- | --------- |
| Colchagua            | Chile | 1988      |
| Colo-Colo            | Chile | 1989-1991 |
| Deportes Concepción  | Chile | 1992      |
| Magallanes           | Chile | 1993      |
| Deportes Antofagasta | Chile | 1993      |
| Deportes Melipilla   | Chile | 1994      |
| Magallanes           | Chile | 1995      |
| Unión Santa Cruz     | Chile | 1996-1997 |

## Palmarés

### Campeonatos nacionales
| Título           | Club       | País  | Año  |
| ---------------- | ---------- | ----- | ---- |
| Copa Chile       | Colo-Colo  | Chile | 1989 |
| Primera División | Colo-Colo  | Chile | 1989 |
| Copa Chile       | Colo-Colo  | Chile | 1990 |
| Primera División | Colo-Colo  | Chile | 1990 |
| Primera División | Colo-Colo  | Chile | 1991 |
| Tercera División | Magallanes | Chile | 1995 |

### Campeonatos internacionales
| Título                       | Club      | País  | Año  |
| ---------------------------- | --------- | ----- | ---- |
| Copa Libertadores de América | Colo-Colo | Chile | 1991 |